# Dock des Suds

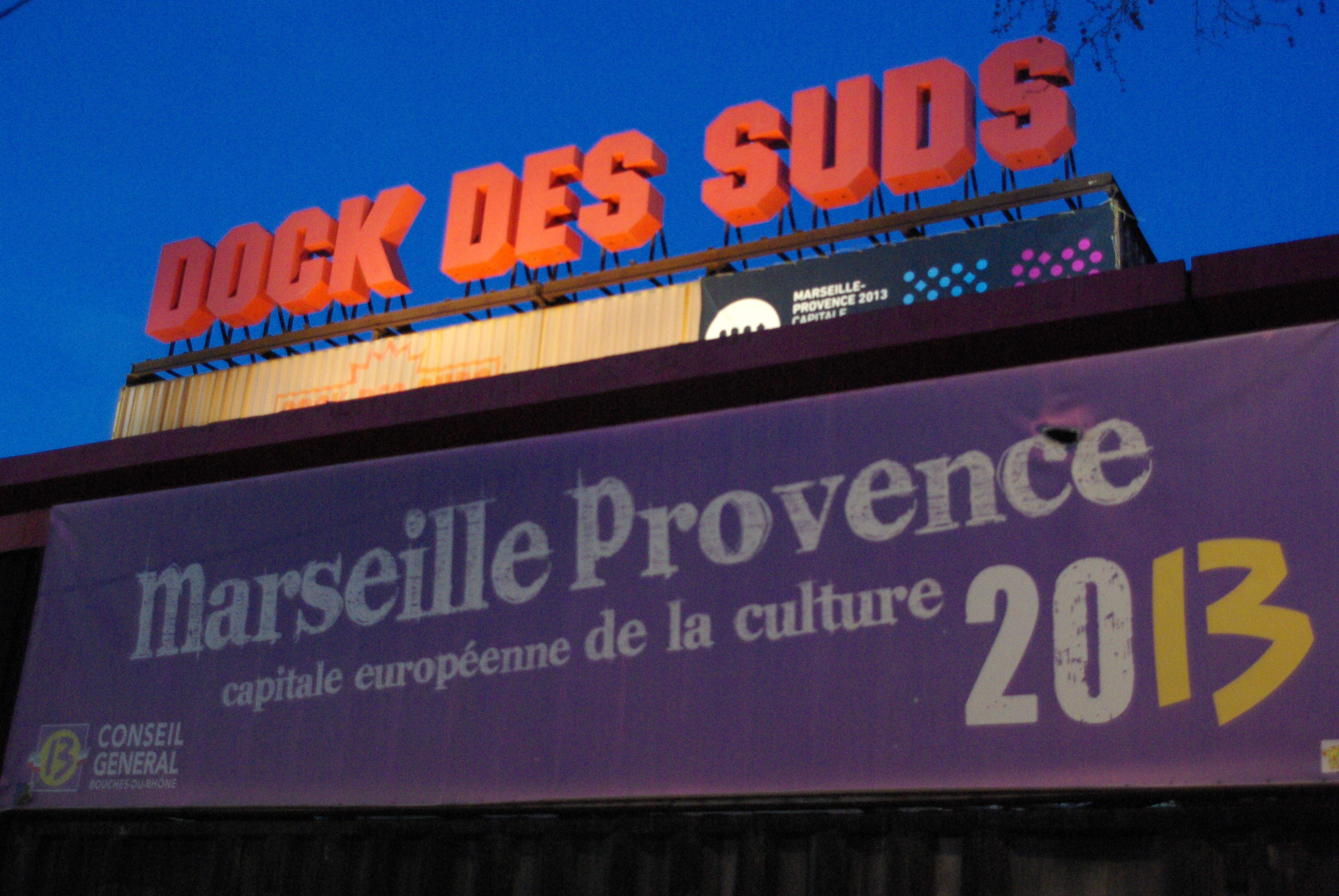
Enseigne du Dock des Suds

Le Dock des Suds est un ancien lieu culturel et associatif marseillais qui était consacré aux musiques du monde et à des manifestations alternatives. Le lieu abritait une salle de 2800 personnes (Salle des Sucres), un espace discothèque de 1 400 personnes (Cabaret des Suds) et possédait du terrain extérieur qui était aménagé lors d’évènements. Il accueillait la Fiesta des Suds et le Babel Med Music. Il a aussi déjà accueilli Marsatac. Celui-ci accueillait également la célèbre soirée étudiante marseillaise, la soirée "Inter-Assos" organisée par l'ASSOM (Association étudiants Marseillais) 2 fois par an.
Le lieu a enregistré son dernier concert le 31/03/2025 nommé "Point Final".

## Historique
Le lieu connaît sa vocation actuelle depuis 1998, quand l'association Latinissimo décide d'y créer un lieu qui allie salles de spectacles, espaces de vie, de fêtes et d’expositions. Auparavant le bâtiment portuaire servait au stockage d’épices. En 2005 le lieu est détruit par un incendie provoqué par la foudre, il est reconstruit en 2007.